# クリスティアン・クラッツェンシュタイン

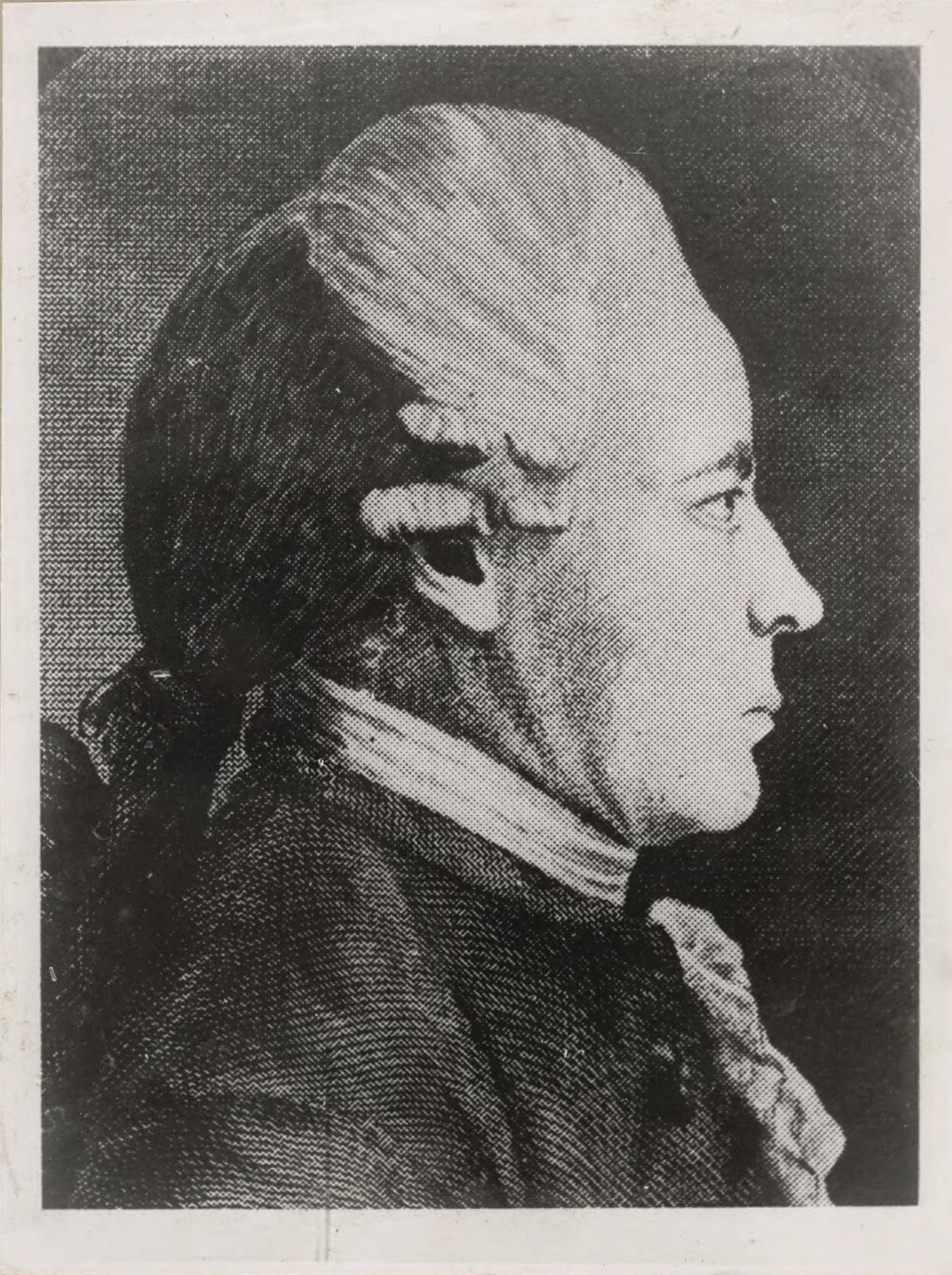
クリスティアン・クラッツェンシュタイン

クリスティアン･ゴットリープ・クラッツェンシュタイン（Christian Gottlieb Kratzenstein、1723年1月30日 - 1795年7月6日）はドイツの自然科学者である。

## 経歴
クリスティアン・コットリープ・クラッツェンシュタインは、高校教師トーマス・アンドレーアス・クラッツェンシュタインの次男としてハルツのヴェルニゲローデ（Wernigerode）で生まれた。父が勤める高等学校を卒業。まだ若い頃、ブロッケン山に登ったり、かつてハインリッヒ・エルンスト・ツー・シュトルベルク伯爵（Heinrich Ernst zu Stolberg）が行なった起電機の実験を再試したりした。自然科学の研究を始めたのは1742年、ハレ大学でのことである。1746年に修士号を取得し、後に博士となった。私講師として大学で医学と博物学を教える。1748年、ロシア科学アカデミーに招かれサンクトペテルブルクへ。数学と力学の教授として働く。1753年、コペンハーゲン大学で実験物理学の教授の席を与えられ、以後33年間そこに勤めた。クラッツェンシュタインは晩年をそのままデンマークで過ごした。1795年のコペンハーゲン大火で彼は多くの器材と手稿を失った。その一ヵ月後にクラッツェンシュタインはフレデリクスベア（Frederiksberg）で死亡し、聖ペトロ教会（St. Petrikirche）に埋葬された。彼は資産の一部を大学の講座に寄付していた。

## 業績
クラッツェンシュタインは飛行船の可能性に早くから注目していた。彼は天文学、航海術、航空学、気象学、錬金術にも興味を持っていた。しかし彼が真に専門分野としたことは、人体に対する電気の影響であった。この分野において彼は多くの発見を成し遂げた。例えばクラッツェンシュタイン小胞（Kratzensteinschen Bläschen）にその名が残されている。彼は電気を用いた物理療法の創案者の一人であり、1745年には世界で初となる電気治療の書籍を発行した。また起電機の設計に関しても先駆的であった。
さらに彼は1780年（ペテルスブルク時代）、五つの母音（A、E、I、O、U）を発生させる装置を作り出した。クラッツェンシュタインの装置はフリーリード（のちにアコーディオンやバンドネオン、ハーモニカなど広く使われるようになる）を用いており、この着想をどこから得たかは定かではないが、フリーリード自体は中国に起源を持ち日本の雅楽でも使われる笙をはじめとした例が存在している。（→音声合成）
クラッツェンシュタインのリードは複雑な共振機構を有していた。これは人間の発声器官を模したものではなく、彼が独自に考え出したものであった。後年（1832年）、イギリスの技術者ロバート・ウィリス（Robert Willis）は自らの論文中で、クラッツェンシュタインの共振機構は全くもって不要であり、長さの違う円筒を組み合わせれば同様の効果が得られると述べている。
クラッツェンシュタインに数年遅れて、ヴォルフガング・フォン・ケンペレンは"Sprechende Maschine"（話す機械）を完成させた。これは子音も発音でき単語や短い文を発声できるものであった。

## 資料
- Susan Splinter: Zwischen Nützlichkeit und Nachahmung. Eine Biografie des Gelehrten Christian Gottlieb Kratzenstein (1723–1795). Peter Lang, Frankfurt (Main) u.a. 2007.